# Pixel (jeu)
Pour les articles homonymes, voir Pixels (homonymie).
Cet article concerne le jeu de société. Pour l'unité de surface en imagerie numérique, voir Pixel.

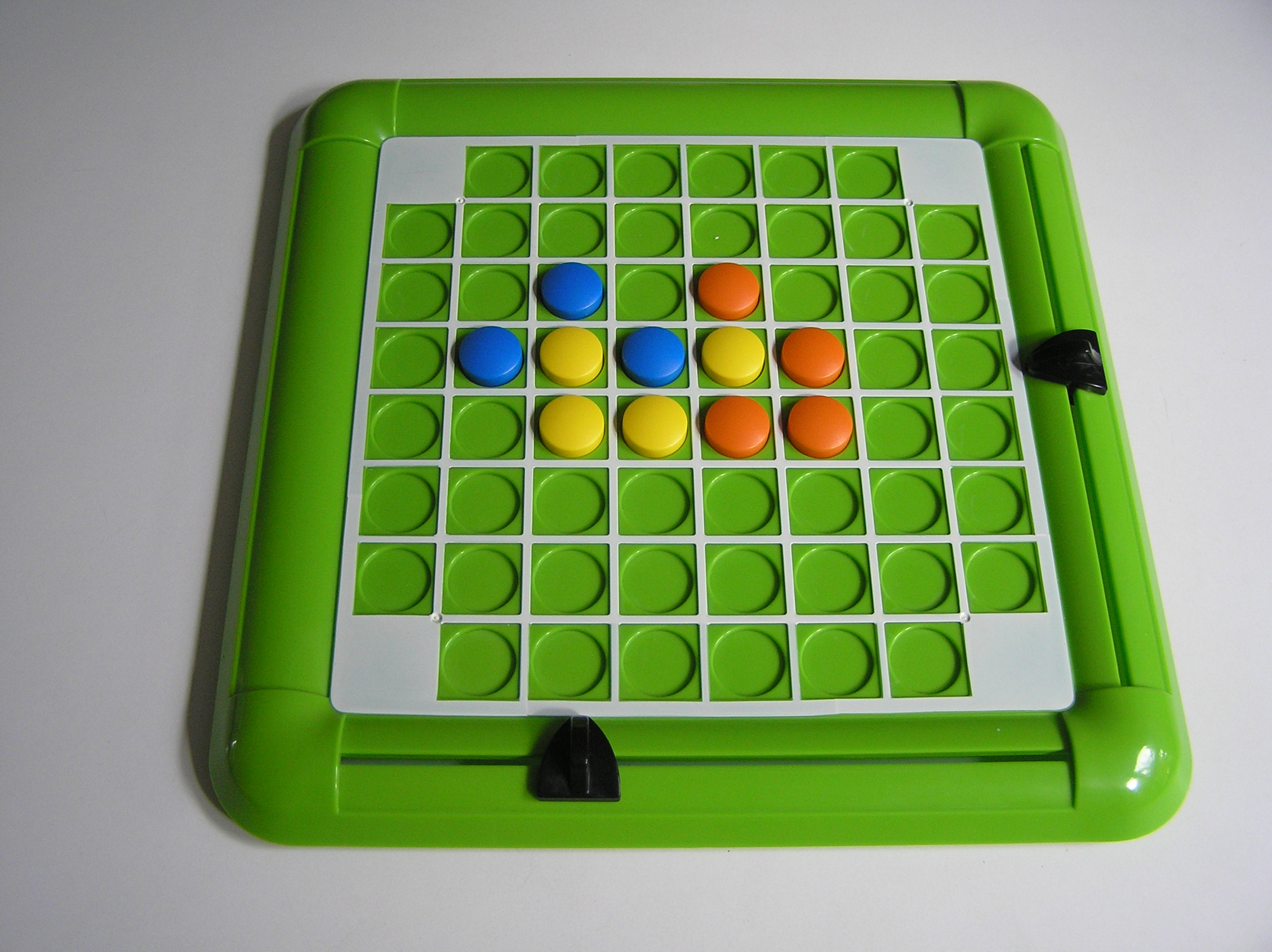
Plateau de jeu Pixel

Pixel est un jeu de société ayant obtenu une récompense Mensa Select lors de l'édition 2008 à Phoenix pour son originalité, son esthétique et sa jouabilité. Créé par Ariel Laden, il est publié par Eductional Insights.